# Episodi di The King of Queens (terza stagione)
La terza stagione della serie televisiva The King of Queens, composta da 25 episodi, è andata in onda negli Stati Uniti sul canale CBS dal 2 ottobre 2000 al 21 maggio 2001.
| nº | Titolo originale       | Titolo italiano               | Prima TV USA     | Prima TV Italia |
| -- | ---------------------- | ----------------------------- | ---------------- | --------------- |
| 1  | Do Rico                | Giochi di ruolo               | 2 ottobre 2000   |                 |
| 2  | Roast Chicken          | Ride bene                     | 9 ottobre 2000   |                 |
| 3  | Fatty McButterpants    | Il gioco dei difetti          | 16 ottobre 2000  |                 |
| 4  | Class Struggle         | Riprendere a studiare         | 23 ottobre 2000  |                 |
| 5  | Strike One             | Sciopero prima settimana      | 30 ottobre 2000  |                 |
| 6  | Strike Too             | Sciopero seconda settimana    | 6 novembre 2000  |                 |
| 7  | Strike Out             | Sciopero terza settimana      | 13 novembre 2000 |                 |
| 8  | Dark Meet              | Doug ti presento Arthur       | 20 novembre 2000 |                 |
| 9  | Twisted Sitters        | I due babysitter              | 27 novembre 2000 |                 |
| 10 | Work Related           | Il lavoro part-time           | 4 dicembre 2000  |                 |
| 11 | Better Camera          | La macchina fotografica       | 11 dicembre 2000 |                 |
| 12 | Wedding Presence       | Regalo di matrimonio          | 8 gennaio 2001   |                 |
| 13 | Hi Def-Jam             | Pasticcio ad alta definizione | 29 gennaio 2001  |                 |
| 14 | Paint Misbehavin'      | Tanti auguri Deacon           | 5 febbraio 2001  |                 |
| 15 | Deacon Blues           | Acqua in bocca                | 12 febbraio 2001 |                 |
| 16 | Horizontal Hold        | Divieto di sesso              | 19 febbraio 2001 |                 |
| 17 | Inner Tube             | Bugiardo bugiardo             | 26 febbraio 2001 |                 |
| 18 | Papa Pill              | Le pillole di papà            | 19 marzo 2001    |                 |
| 19 | Package Deal           | Questione di pacchi           | 9 aprile 2001    |                 |
| 20 | Separation Anxiety     | Ansia da separazione          | 16 aprile 2001   |                 |
| 21 | Departure Time         | È tempo di partire            | 30 aprile 2001   |                 |
| 22 | Swim Neighbors         | Vicino di nuoto               | 7 maggio 2001    |                 |
| 23 | S'no Job               | Nessun lavoro                 | 14 maggio 2001   |                 |
| 24 | Pregnant Pause: Part 1 |                               | 21 maggio 2001   |                 |
| 25 | Pregnant Pause: Part 2 |                               | 21 maggio 2001   |                 |